# Slingshot

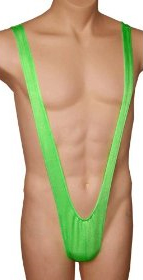
Mankini

Slingshot, engelska: 'slangbella', är ett klädesplagg, en minimal variant av body, eller snarare stringbody, som består av en enda, ofta elastisk, smal tygremsa som löper från axlarna, längs ryggen, mellan skinkorna, under grenen, upp över bröstet och tillbaka till axlarna. Framtill är bodyn tvådelad, i form av en extremt djup v-ringning, så att de två tygremsorna bärs på var sida om halsen. Finns även för kvinnor, men då snarare i form av en minimal baddräkt, där tyget framtill har breddats en aning så att bröstvårtorna precis döljs; den kan då kallas slingbikini.